# Britta Svenson
Eva Britta Estelle Svenson, född 21 juni 1932 i Vasa, död 7 februari 2020 i Solna, var en finländsk-svensk omvårdnadsforskare.
Svenson, som var dotter till Ragnar och Bertha Svenson, blev legitimerad sjuksköterska 1956, lärare i hälso- och sjukvård 1961, filosofie kandidat 1975 och filosofie doktor 1981. Hon tjänstgjorde på Sahlgrenska sjukhuset i Göteborg och Göteborgs sjuksköterskeskola 1957–1962, var lärare och förste lärare på Alnängskolan i Örebro 1962–1969, expert vid Skolöverstyrelsen 1969–1971, lärare och vikarierande förste lärare på Birgittaskolan i Linköping 1972–1980 och forskningshandledare/lärare på vårdhögskolan i Östergötland från 1980. 
Svenson tillhörde Medicinska forskningsrådets plangrupp för omvårdnadsforskning och ledningsgruppen på institutionen för omvårdnadsforskning på Hälsouniversitetet vid Linköpings universitet. Hon var verksam inom området omvårdnadsforskning för utvecklandet av karaktärsämnen och psykologisk integritet och begreppet biofil.